# HD 37124
HD 37124 is een ster in het sterrenbeeld Stier (Taurus). De ster is van het type G4IV-V en heeft drie bevestigde exoplaneten. De ster is net iets kleiner dan de Zon en ligt op een afstand van 103,2 lichtjaar. 

## Planetenstelsel
Het planetenstelsel van de ster werd ontdekt toen in november 1999 het bestaan van exoplaneet HD 37124 b bekend werd gemaakt. Deze planeet bevindt zich in de bewoonbare zone. In 2003 werd het bestaan van HD 37124 c bevestigd en in 2005 volgde de planeet HD 37124 d.
| Planeet | Massa             | Halve lange as (AE) | Omlooptijd (dagen) | Excentriciteit | Straal |
| ------- | ----------------- | ------------------- | ------------------ | -------------- | ------ |
| b       | ≥0,675 ± 0,017 MJ | 0,53364 ± 0,00020   | 154,34             | —              | —      |
| c       | ≥0,652 ± 0,052 MJ | 1,7100 ± 0,0065     | 885,5              | —              | —      |
| d       | ≥0,696 ± 0,059 MJ | 2,807 ± 0,038       | 1862               | —              | —      |